# Mona Allgäu
Die Mobilitätsgesellschaft für den Nahverkehr im Allgäu – kurz „mona“ – ist eine Kooperation zwischen Allgäuer Verkehrsunternehmen, unterstützt von dem Landkreis Oberallgäu sowie der Stadt Kempten (Allgäu). Die „mona“ entwickelte sich aus der 1992 gegründeten Verkehrsgemeinschaft Kempten heraus.

## Das Unternehmen
Die mona GmbH wurde auf Basis des Gesellschaftervertrags vom 20. Oktober 2014 in Kempten gegründet. Gegenstand der Gesellschaft ist der Ausbau und die Fortentwicklung eines bedarfsgerechten Linienverkehrs im Sinne des § 8 des Personenbeförderungsgesetzes. Ferner vermarktet die Gesellschaft den öffentlichen Personennahverkehr innerhalb des Verbundtarifgebiets und ist verantwortlich für die Weiterentwicklung des gemeinsamen Verbundtarifs und der gemeinsamen Beförderungsbedingungen.

### Kooperationspartner
Unter dem Dach der mona GmbH kooperieren derzeit 17 Verkehrsbetriebe:
- Berchtolds Autoreisen & Reisebüro GmbH & Co. KG
- Brutscher-Reisen GmbH
- Gemeindewerke Oberstdorf
- Gromer GmbH Omnibusbetrieb
- Haslach Bus GmbH
- Josef Jörg GmbH
- Kemptener Verkehrsbetriebe- und Beteiligungs GmbH & Co. KG (KVB)
- Verkehrsgesellschaft Kirchweihtal GmbH
- „Komm mit“ Morent GmbH & Co. KG
- Morent-Reisen GmbH & Co., Omnibusbetriebs KG
- Adam Pfahler GmbH & Co. KG
- RBA Regionalbus Augsburg GmbH, Betrieb Kempten
- Regionalverkehr Allgäu GmbH (RVA), Betrieb Oberstdorf & Betrieb Füssen
- Reisebüro Schattmeier GmbH & Co. KG
- Schweighart GmbH & Co., Omnibus-Unternehmen KG

### Aufsichtsrat
Die Mitglieder des Aufsichtsrats sind Thomas Kiechle (Oberbürgermeister Kempten), Indra Baier-Müller (Landrätin Landkreis Oberallgäu), Helmut Berchtold, Maria Rita Zinnecker (Landrätin Landkreis Ostallgäu), Hans Haslach, Martin Pöhler, Thomas Kappler, Herbert Morent und Christiane Jentsch.

## Buslinien
In Kempten und im Oberallgäu werden 110 Buslinien unter der Marke mona betrieben:
| Liniennummer   | Verlauf                                                                                              | Betreiber                                          |
| -------------- | --- | -------------------------------------------------- |
| 1              | Auf der Halde > Memminger Str. > ZUM > Lenzfrieder Str./Schule > Ostbahnhof und zurück               | Kemptener Verkehrsbetriebe (KVB)                   |
| 2              | Stadtweiher > ZUM > Auf dem Bühl und zurück                                                          | KVB                                                |
| 3              | Rauns > Lanzen > Hegge > ZUM > Fenepark > Leubas und zurück                                          | KVB                                                |
| 4              | ZUM > Immenstädter Str. > Hbf > Rauns und zurück                                                     | KVB                                                |
| 5              | Thingers > ZUM > Eich > Hegge > Waltenhofen und zurück                                               | KVB                                                |
| 6              | ZUM > Forum > Hbf > Franzosenbauer > Serrostr. und zurück                                            | KVB                                                |
| X6             | ZUM > Forum > Hbf                                                                                    | KVB                                                |
| 7              | Klinik R.-Weixler > ZUM > CamboMare > Stiftallmey und zurück                                         | KVB                                                |
| Ringbus 7 (R7) | Hbf > Franzosenbauer > Aybühlweg > Adenauerring > Fa. Dachser > Nordspange > Zeppelinstr. und zurück | KVB                                                |
| 8              | Thingers > Mariabergerstr. > Rottachstr. > ZUM > Hbf und zurück                                      | KVB                                                |
| Ringbus 8 (R8) | Hbf > Ostbahnhof > Ulmer Str. > Fenepark > Müllheizkraftwerk > Zeppelinstr. und zurück               | KVB                                                |
| 9              | ZUM > Haubensteig > Göhlenbach > Jakobwiese und zurück                                               | KVB                                                |
| 10             | Hbf > ZUM > Hirschdorf > Lauben und zurück                                                           | KVB                                                |
| 11             | Ignaz-Kiechle-Str. > Bühl > ZUM > St. Mang > Hanebergstr. > Bresl./Hanebergstr. und zurück           | KVB                                                |
| 12             | ZUM > Lenzfrieder Str. > Bachtelweiher > Ludwigshöhe und zurück                                      | KVB                                                |
| 20             | ZUM > St. Mang > Hehle > Durach > Bechen und zurück                                                  | Reisebüro Schattmeier GmbH & Co. KG                |
| 22             | ZUM > Durach > Bodelsberg > Moosbach > Petersthal und zurück                                         | Reisebüro Schattmeier GmbH & Co. KG                |
| 30             | ZUM > Weidach > Sulzberg > Ottaker > Moosbach und zurück                                             | Berchtold’s Autoreisen und Reisebüro GmbH & Co. KG |
| 40             | Hbf > Heiligkreuz > Wiggensbach > Ermengerst und zurück                                              | Schweighart GmbH & Co., Omnibus-Unternehmen KG     |
| 50             | Hbf > ZUM > Buchenberg (> Weitnau > Isny und zurück)                                                 | Regionalbus Augsburg GmbH (RBA)                    |
| 61             | Hbf > Dietmannsried > Reicholzried und zurück                                                        | Regionalbus Augsburg GmbH (RBA)                    |
| 62             | Hbf > ZUM > Betzigau > Wildpoldsried (> Marktoberdorf und zurück)                                    | Regionalbus Augsburg GmbH (RBA)                    |
| 63             | Hbf > ZUM > Nesselwang (> Pfronten > Füssen und zurück)                                              | RBA, Regionalverkehr Allgäu (RVA)                  |
| 64             | ZUM > Hbf > Waltenhofen > Martinszell > Immenstadt und zurück                                        | Regionalbus Augsburg GmbH (RBA)                    |
| 65             | Waltenhofen > Niedersonthofen und zurück                                                             | Regionalbus Augsburg GmbH (RBA)                    |
| 66             | Hbf > ZUM > Altusried > Frauenzell > Leutkirch und zurück                                            | RBA, Gromer GmbH                                   |
| 71             | Hbf > ZUM > Börwang > Probstried > Obergünzburg und zurück                                           | Regionalverkehr Allgäu (RVA)                       |
| 80             | ZUM > Rothkreuz > Ahegg > Eschach > Kreuzthal und zurück                                             | Morent Reisen                                      |
| 100            | Waltenhofen > Eich > Hbf > ZUM > Halde > Neuhausen > Heiligkreuz > Thingers und zurück               | KVB                                                |
| 200            | Leubas > Auf dem Bühl > Lenzfried > ZUM > Stiftallmey und zurück                                     | KVB                                                |
| 300            | Lauben > Hirschdorf > Oberwang > Friedhof > ZUM > Klinikum und zurück                                | KVB                                                |
| 400            | ZUM > Hbf > Rothkreuz > Stadtweiher und zurück                                                       | KVB                                                |
| 500            | ZUM > Hbf > Lenzfried > Bachtelweiher > St. Mang > Ludwigshöhe und zurück                            | KVB                                                |

| Liniennummer | Verlauf                                                                                               | Betreiber                                |
| ------------ | --- | ---------------------------------------- |
| 1            | Oberstdorf > Söllereckbahn > Riezlern > Hirschegg > Mittelberg > Baad                                 | RVA                                      |
| 2            | Egg > Riezlern Post > Innerschwende > Schwende                                                        | RVA                                      |
| 3            | Riezlern > Breitachbrücke > Wäldele                                                                   | RVA                                      |
| 4            | Mittelberg > Höfle                                                                                    | RVA                                      |
| 5            | Riezlern > Breitachbrücke > Ifen                                                                      | RVA                                      |
| 7            | Oberstdorf > Renksteg > Skiflugschanze > Fellhornbahn > Birgsau                                       | RVA                                      |
| 8            | Oberstdorf > Golfplatz > Christlessee > Spielmannsau                                                  | RVA                                      |
| 9            | Ortsbus Oberstdorf                                                                                    | RVA                                      |
| 11           | Sonthofen > Blaichach > Immenstadt > Bühl > Immenstadt > Untermaiselstein > Burgberg > Sonthofen      | Burkhard Reisen                          |
| 20           | Sonthofen > Burgberg > Blaichach > Gunzesried                                                         | Komm mit Morent GmbH & Co. KG (Komm mit) |
| 21           | Stadtbus Sonthofen: Stadtmitte > Rieden > St. Christoph > Stadtmitte                                  | RVA, Komm mit                            |
| 22           | Stadtbus Sonthofen: Stadtmitte > Allgäu Stern                                                         | RVA, Komm mit                            |
| 24           | Stadtbus Sonthofen: Imberg > Tiefenbach > Sonthofen Stadtmitte > und zurück                           | RVA, Komm mit                            |
| 25           | Stadtbus Sonthofen: Walten > Sonthofen Stadtmitte > und zurück                                        | RVA, Komm mit                            |
| 890          | Oberstaufen > Aach > Riefensberg > Krumbach (A)                                                       | Schedlerbus                              |
| 31           | Stadtbus Immenstadt: Welzerreute > Bahnhof > V-Markt > Friedhof > Marienplatz                         | Josef Jörg GmbH                          |
| 32           | Stadtbus Immenstadt: Oberes Feld – Neumummen > Sonthofener Str. > Bahnhof                             | Josef Jörg GmbH                          |
| 33           | Stadtbus Immenstadt: Schwarzer Gund > Bahnhof > Lillebonner Str.                                      | Josef Jörg GmbH                          |
| 34           | Stadtbus Immenstadt: Krankenhaus > Kästobel > Kemptener Straße > Bahnhof                              | Josef Jörg GmbH                          |
| 35           | Stadtbus Immenstadt: Bahnhof > Kalvarienberg > Stein > Bräunlings                                     | RVA, Josef Jörg GmbH                     |
| 36           | Stadtbus Immenstadt: Bahnhof > Jahnstraße > Kalvarienberg > Rauhenzell                                | RVA, Josef Jörg GmbH                     |
| 39           | Immenstadt > Oberstaufen                                                                              | RBA                                      |
| 44           | Oberstdorf > Breitachklamm > Tiefenbach > Obermaiselstein > Bolsterlang > Fischen > Oberstdorf        | RVA, Komm mit                            |
| 45           | Oberstdorf > Rubi > Reichenbach > Schöllang > Altstädten > Sonthofen                                  | RVA, Komm mit                            |
| 46           | Oberstdorf > Fischen > Obermaiselstein > Balderschwang > Hittisau                                     | RVA, Komm mit                            |
| 47           | Sonthofen > Ofterschwang > Bolsterlang                                                                | RVA, Komm mit                            |
| 48           | (Immenstadt) > Sonthofen > Bad Hindelang > Oberjoch > Tannheim-Reute > Unterjoch > Jungholz > Wertach | RVA, Komm mit                            |
| 49           | Bad Hindelang > Bad Oberdorf > Hinterstein                                                            | RVA, Komm mit                            |
| 50           | Giebelhausbus: Hinterstein > Giebelhaus                                                               | Fa. Wechs                                |
| 51           | Ringlinie Immenstadt > Gnadenberg > Akams                                                             | Josef Jörg GmbH                          |
| 64           | Immenstadt > Kempten                                                                                  | RBA                                      |
| 67           | Oberstdorf > Langenwang > Fischen > Sonthofen B19                                                     | RVA, Komm mit                            |
| 81a          | Immenstadt > Rettenberg > (Vorderburg) > Wertach > Jungholz > Unterjoch > Oberjoch                    | RVA, Komm mit                            |
| 81b          | Sonthofen > Rettenberg > (Vorderburg) > Wertach > Jungholz > Unterjoch > Oberjoch                     | RVA, Komm mit                            |
| 82           | Immenstadt > Diepolz > Missen > Seltmans                                                              | RVA, Komm mit                            |
| 83           | Immenstadt > Stein > Bräunlings > Eckarts > (Martinszell) > Niedersonthofen                           | RVA, Komm mit                            |
| 84           | Immenstadt > Untermaiselstein > Rettenberg > Wolfis                                                   | RVA, Komm mit                            |
| 85           | Oy > Wertach                                                                                          | RVA, Komm mit                            |
| 86           | Oy > Haslach > Maria Rain                                                                             | RVA, Komm mit                            |
| 87           | Oy > Schwarzenberg > Oberzollhaus > Petersthal                                                        | RVA, Komm mit                            |
| 94           | Oberstaufen > Stießberg > Pfalzen > Buflings > Kalzhofen > Oberstaufen                                | Komm mit                                 |
| 95           | Oberstaufen > Steibis > Imbergbahn > Hochgratbahn                                                     | Komm mit                                 |
| 96           | Oberstaufen > Stiefenhofen                                                                            | Komm mit                                 |

| Liniennummer | Verlauf                                                             | Betreiber                                    |
| ------------ | ------------------------------------------------------------------- | -------------------------------------------- |
| 5            | Plärrer Bienenberg/Haken                                            | Verkehrsgemeinschaft Kirchweihtal GmbH (VGK) |
| 6            | Oberbeuren > Hirschzell > Frankenried                               | VGK                                          |
| 8            | Plärrer > Klinikum/Nord > Plärrer                                   | VGK                                          |
| 9            | Plärrer > Gewerbepark Kaufbeuren > Plärrer                          | VGK                                          |
| 9B           | Neugablonz > Gewerbepark                                            | VGK                                          |
| 10           | Kaufbeuren > Aitrang                                                | VGK                                          |
| 11           | Bahnhof > Neugablonz                                                | VGK                                          |
| 12           | Bahnhof > Neugablonz                                                | VGK                                          |
| 13           | Bahnhof > Neugablonz                                                | VGK                                          |
| 16           | Kaufbeuren > Ketterschwang > Buchloe                                | VGK                                          |
| 17           | Kaufbeuren > Waal > Buchloe                                         | VGK                                          |
| 18           | Kaufbeuren > Denklingen                                             | VGK                                          |
| 23           | Kaufbeuren > Bad Wörishofen > Mindelheim                            | VGK                                          |
| 24           | Beckstetten > Weicht > Bad Wörishofen > Mindelheim                  | VGK                                          |
| 26           | Plärrer > Irsee > Kemnat > Plärrer                                  | VGK                                          |
| 31           | Bahnhof > Irpisdorf                                                 | VGK                                          |
| 35           | Buchloe > Lamerdingen > Großkitzighofen                             | VGK                                          |
| 51           | Marktoberdorf > Unterthingau > Obergünzburg / Görisried             | VGK                                          |
| 52           | Marktoberdorf > Sulzschneid > Marktoberdorf                         | VGK                                          |
| 53           | Marktoberdorf > Bidingen/Rettenbach > Bernbeuren > Lechbruck        | VGK                                          |
| 54           | Marktoberdorf > Kaufbeuren/Bidingen                                 | VGK                                          |
| 55           | Marktoberdorf > Wald > Rückholz > Nesselwang                        | VGK                                          |
| 57           | Kaufbeuren > Rieden > Buchloe                                       | VGK                                          |
| 58           | Kaufbeuren > Stöttwang > Blonhofen                                  | VGK                                          |
| 59           | Marktoberdorf > Stötten > Lechbruck                                 | VGK                                          |
| 60           | Nesselwang > Rückholz > Roßhaupten                                  | VGK                                          |
| 71           | Kempten > Obergünzburg                                              | RVA                                          |
| 71           | Füssen > Weißensee > Pfronten > Nesselwang                          | RVA                                          |
| 72           | Füssen > Lechbruck > Steingaden                                     | RVA                                          |
| 73           | Füssen > Schwangau > Halblech > Steingaden (Garmisch-Partenkirchen) | RVA                                          |
| 74           | Füssen > Reutte (A)                                                 | RVA                                          |
| 75           | Kaufbeuren > Friesenried > Lauchdorf (Großried)                     | RVA                                          |
| 76           | Kaufbeuren > Friesenried > Obergünzburg                             | RVA                                          |
| 77           | Obergünzburg > Ronsberg > Sontheim                                  | RVA                                          |
| 78           | Füssen > Schwangau > Hohenschwangau > Tegelbergbahn                 | RVA                                          |